# 岩泉小本駅
岩泉小本駅（いわいずみおもとえき）は、岩手県下閉伊郡岩泉町小本にある三陸鉄道リアス線の駅である。
駅の愛称は「泉湧く岩」。龍泉洞から湧き出る水が流れ込む小本川の河口近くに位置することに由来する。龍泉洞への玄関口となる駅である。

## 歴史
もともと岩泉線は当駅まで建設される計画であった。代替としてJRバス東北陸中海岸線が当駅 - 岩泉駅間を結んでいたが、2003年（平成15年）にJRバスが撤退し岩泉町民バスとなった。
開業時の駅名は小本駅（おもとえき）であったが、2014年（平成26年）4月1日に岩泉線の廃線に伴って岩泉駅が廃止されて以来、岩泉町内から「岩泉」の名称を持つ駅が消えていたため、岩泉町からの要請により2015年（平成27年）12月23日に「岩泉」を冠した駅名に改称された。

### 年表
- 1984年（昭和59年）4月1日：三陸鉄道北リアス線の小本駅として開業[1][2]。
- 2011年（平成23年）
  - 3月11日：東日本大震災により北リアス線が全線不通となる。
  - 3月29日：田老駅 - 当駅間が営業再開して宮古方面と接続。
- 2014年（平成26年）
  - 4月6日：当駅 - 田野畑駅間が営業再開して北リアス線全線復旧[4]。
  - 5月12日：建替工事に着手[5]。
  - 7月14日：新駅舎と「津波防災避難施設」、集会施設などを兼ねた施設を着工[6]。出札業務が休止される。
- 2015年（平成27年）
  - 12月23日：駅舎を兼ねた「小本津波防災センター」が完成、岩泉小本駅に改称[7]。
  - 12月28日：「小本津波防災センター」の利用開始に合わせ、出札業務を再開。
- 2020年（令和2年）4月1日：駅業務の受託者が岩手県北自動車から岩泉町に変更。併設されていた岩手県北自動車宮古営業所岩泉小本支所は近隣に移転。

## 駅構造
島式ホーム1面2線の高架駅。ホーム・線路の西側には線路とホームを1本ずつ増設することができるスペースがある。
駅舎は3階建ての小本津波防災センターが兼ねる形となっている。岩泉町役場小本支所、小本診療所なども入居するほか、津波などの災害時に一時避難所となるホールもある。小本津波防災センターの場所にはかつて岩泉町の「小本観光センター」があり、ここで出札も行われていた。2014年7月より建て替え工事が開始され、2015年12月23日に小本津波防災センターとして完成した。
岩泉町が受託する簡易委託駅。以前は岩手県北自動車（岩手県北バス）が受託し、三鉄出札業務のほか県北バス定期券・バスカード販売、旅行案内（岩手県北観光小本支所）、売店運営を行っていた。受託者変更後、売店の営業は終了し、待合スペースとなっている。

### のりば
| 番線 | 路線      | 方向 | 行先               |
| ---- | --------- | ---- | ------------------ |
| 1    | ■リアス線 | 上り | 宮古・釜石・盛方面 |
| 2    | ■リアス線 | 下り | 久慈方面           |

2番線には宮古方面にも出発信号があるため、宮古駅からの折り返し列車を運転することができる。東日本大震災の後、2014年4月の全線復旧まで暫定的に折り返し列車を運転していた。また2019年3月24日から2020年3月19日までは、夜間に宮古駅 - 当駅間の区間列車（土曜・休日運休、上りは快速扱い）が設定されていた。

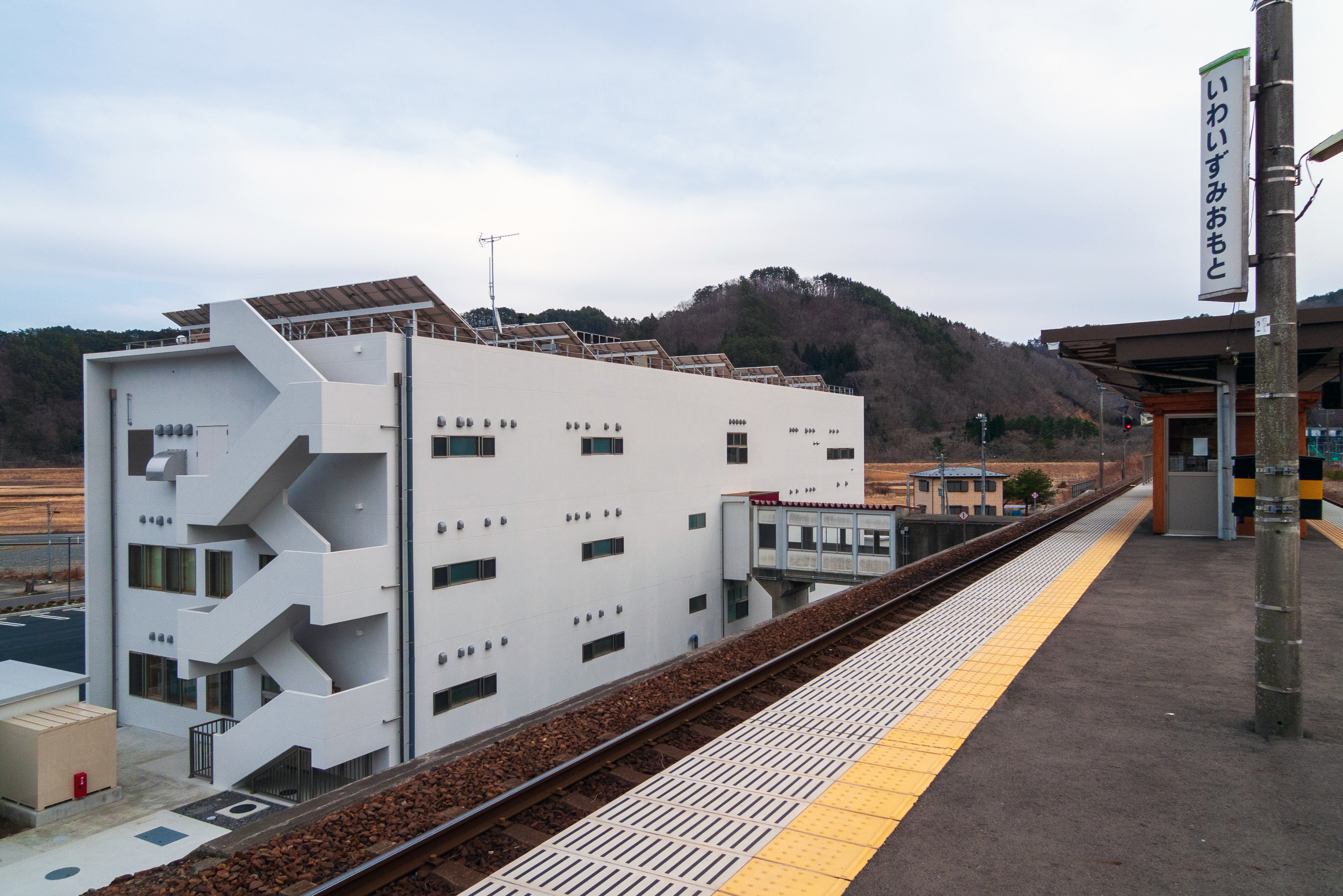
ホームと駅舎は通路で連絡している（2016年3月）
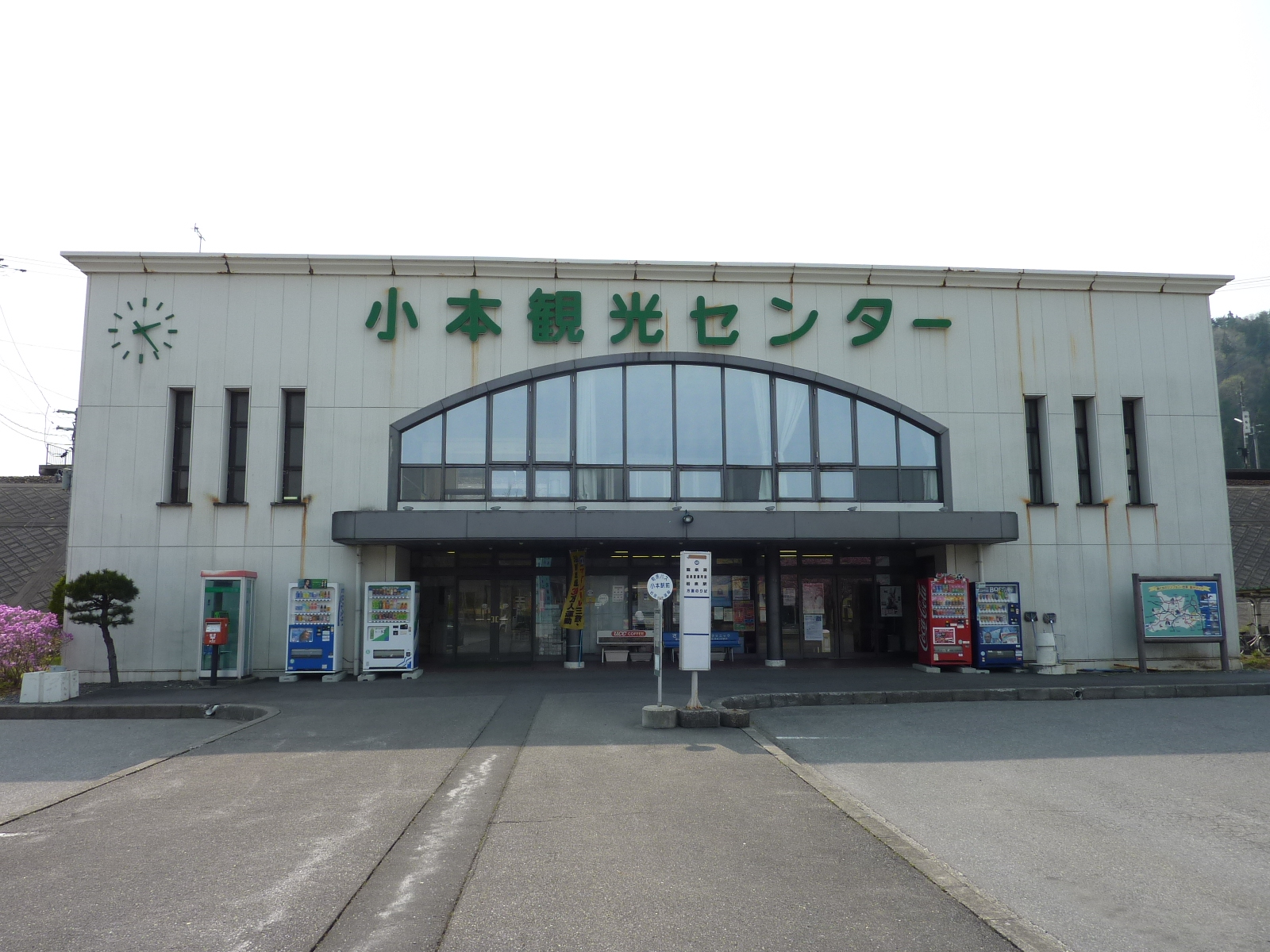
旧駅舎「小本観光センター」（2010年5月）

## 利用状況
1日の平均乗降人員は以下の通りである。
| 乗降人員推移 | 乗降人員推移 |
| 年度         | 1日平均人数  |
| ------------ | ------------ |
| 2011年       | 182          |
| 2012年       | 227          |
| 2013年       | 215          |
| 2014年       | 114          |
| 2015年       | 120          |
| 2016年       | 126          |
| 2017年       | 124          |
| 2018年       | 133          |

## 駅周辺
小本の中心市街地からは離れている。中心市街地にはかつて国鉄バスの自動車駅として小本駅が存在した。いわば「初代」小本駅である。
- 国道455号 - 駅のすぐ前を通る。
- 小本郵便局
- 岩泉町立小本中学校
- 小本温泉黄金八大龍王の湯 - 駅より北東へ徒歩10分。
- 三陸沿岸道路 岩泉龍泉洞インターチェンジ
- 国道45号
- 岩手県道291号小本港線
- 小本川
- 茂師海岸 - 日本で初めて恐竜化石（モシリュウ）が発見された。
- 岩手県北バス[9]・岩泉町民バス[10]「岩泉小本駅前」停留所

## 隣の駅
三陸鉄道
■リアス線
摂待駅 - 岩泉小本駅 - 島越駅

#### 本文
1. 1 2  石野哲 編『停車場変遷大事典 国鉄・JR編』 II（初版）、JTB、1998年10月1日、502頁。ISBN 978-4-533-02980-6。
2. 1 2  「私鉄年表」『私鉄車両編成表 -全国版- '84年版』ジェー・アール・アール、1984年8月1日、141頁。
3. ↑  “小本駅駅名変更についてのお知らせ”.   三陸鉄道株式会社 (2015年11月24日). 2015年11月25日時点のオリジナルよりアーカイブ。2015年11月25日閲覧。
4. ↑  「三鉄が4月全線再開 南リアス線5日、北リアス線6日」『岩手日報』岩手日報社、2014年1月2日。オリジナルの2014年1月3日時点におけるアーカイブ。2014年1月11日閲覧。
5. ↑  “小本駅前バス停の変更について”.   三陸鉄道 (2014年5月12日). 2014年7月20日時点のオリジナルよりアーカイブ。2015年7月18日閲覧。
6. ↑  鬼山親芳「複合施設:避難所を兼ね、整備 岩泉・小本で起工式」『毎日新聞』（毎日新聞社）、2014年7月15日
7. 1 2  “三陸鉄道、北リアス線小本駅を「岩泉小本」に改称”. レスポンス.   イード (2015年11月25日). 2024年8月7日時点のオリジナルよりアーカイブ。2015年12月24日閲覧。
8. ↑  「小本防災センターが完成 岩泉、役場支所や診療所に」『岩手日報』岩手日報社、2015年12月24日。オリジナルの2016年11月5日時点におけるアーカイブ。2016年11月5日閲覧。
9. ↑  “岩泉小本駅前 行先選択 時刻表”. 岩手県北バス（公式サイト）.   岩手県北自動車. 2024年9月22日閲覧。
10. ↑  “小本線バス時刻表（2022年3月12日改正）” (PDF).   岩泉町. 2023年9月28日時点のオリジナルよりアーカイブ。2024年9月22日閲覧。

#### 利用状況
1. ↑  国土数値情報　駅別乗降客数データ  - 国土交通省、2021年3月12日閲覧